# Иртек (село)
Иртек — село в Ташлинском районе Оренбургской области в составе Болдыревского сельсовета.

## География
Располагается на левом берегу реки Иртек примерно в 27 км к югу от районного центра села Ташла и в 170 км к западу от Оренбурга.

## Население
| 2010 |
| ---- |
| 223  |

Постоянное население составляло 269 человек в 2002 году (русские 76 %).

## История
Основано в 18 столетии. Станица Иртецкая входила в 1-й Уральский военный отдел Уральского казачьего войска